# Leucobryum babetii
Leucobryum babetii är en bladmossart som beskrevs av Thériot och Potier de la Varde 1932. Leucobryum babetii ingår i släktet Leucobryum och familjen Dicranaceae. Inga underarter finns listade i Catalogue of Life.